# Rissa (gènere)
Rissa és un gènere d'ocells marins de la família dels làrids (Laridae). Habitants dels oceans de l'hemisferi nord, són les úniques gavines d'hàbits pelàgics.
Una de les espècies, la gavineta (Rissa tridactyla), pot ser observada en aigües properes als Països Catalans.

## Morfologia
- Són gavines de mitjana grandària, que fan 38 – 41 cm de llarg, amb una envergadura d'uns 92 cm.
- Les potes, curtes i de color des de gris fosc a vermell, les diferencien de la resta de les gavines, ja que les falta o està molt reduït el dit posterior.
- Bec groc sense taques.
- Plomatge blanc a excepció de la part superior de les ales i el dors, de color gris.
- Els pollets, a diferència d'altres gavines, són blanquinosos.[2]

## Hàbitat i distribució
Són les úniques gavines adaptades a la vida mar endins, apropant-se a la costa únicament en època de cria. Formen grans colònies a l'Atlàntic i el Pacífic Nord. Són de fet, les únique gavines que crien exclusivament en penya-segats, on sovint es troben juntament amb els somorgollaires.

## Llistat d'espècies
S'han descrit dues espècies dins aquest gènere:
- gavineta de tres dits (Rissa tridactyla).
- gavineta beccurta (Rissa brevirostris).